# هیلر (پنسیلوانیا)
هیلر (به انگلیسی: Hiller) یک منطقهٔ مسکونی در ایالات متحده آمریکا است که در پنسیلوانیا واقع شده‌است. هیلر ۱٬۱۵۵ نفر جمعیت دارد.